# Osteospermum fruticosum
Osteospermum fruticosum es una especie de planta floral del género Osteospermum, tribu Calenduleae, familia Asteraceae. Fue descrita científicamente por (L.) Norlindh.
Se distribuye por Sudáfrica, Australia (Victoria, Tasmania) e islas Chatham.